# Kebekwa de Laval
Les Kebs de Laval, sont un club de basket-ball, situé dans la ville de Laval (Canada), ayant existé de 2006 à 2012. Le club évoluait auparavant sous le nom des Kebs de Québec dans la ville de Québec.

## Historique

Logo des Kebs de Québec.

### 2006-2007
L'équipe est fondée en 2006. Cette année-là, ils jouaient dans l'ABA (American Basketball Association) et leurs matchs à domicile se jouaient au gymnase du cégep de Sainte-Foy et au PEPS de l'Université Laval. L'équipe était dirigée par Pascal Jobin. Le Kebekwa ont connu une bonne saison en se qualifiant pour les séries, mais ils se sont inclinés 108-97 contre le Sound de Strong Island en première ronde (tour en québécois).

### 2007-2008
Pour leur deuxième saison en ABA, les Kebs changent de domicile pour jouer au Pavillon de la Jeunesse, un amphithéâtre de 5 000 places. Un autre changement majeur : Charles-Dubé Brais est le nouvel entraîneur-chef et directeur des opérations basket-ball. L'équipe a connu une saison moyenne avec une fiche de 15 victoires et 19 revers, mais elle était cependant assurée d'être des séries puisque le championnat de l'ABA se tenait à Québec. Les Kebs se sont cependant inclinés 122-120 en quarts de finale contre les Tycoons du Texas.

### 2009
Pour la saison 2009, les Kebs évoluent au sein d'une nouvelle ligue, la PBL (Premier Basketball League) cette ligue devrait offrir au Kebs plus de stabilité et de crédibilité que l'ABA, car elle compte moins d'équipes sur un territoire plus restreint et les matchs seront diffusés sur internet et sur un réseau de télévision américain.

### 2011
En raison de l'arbitrage controversé lors des éliminatoires, les Kebs quittent la PBL, en avril 2011. Le 12 mai 2011, les Kebs, avec les Mill Rats de Saint-Jean et les Rainmen d'Halifax, sont l'une des trois équipes à annoncer qu'il allait faire partie des membres fondateurs de la Ligue nationale de basketball du Canada. L'équipe figure parmi les sept équipes disputant la saison inaugurale de cette ligue.

### 2012
En juin 2012, les Keb's n'arrivent pas à s'entendre avec la ville de Québec concernant les coûts de location du Pavillon de la Jeunesse. À la suite de cet échec, l'équipe déménage à Laval pour évoluer dans le Colisée de Laval dès le début de la saison 2012-2013.
Le club est exclu de la Ligue nationale de basketball avant le début de la saison 2012-2013,.